# 锐尖叶独活
锐尖叶独活（学名：Heracleum longilobum）为伞形科独活属的植物，是中国的特有植物。分布在中国大陆的甘肃、青海、西藏、四川等地，生长于海拔2,500米至5,000米的地区，一般生长在山坡草地，目前尚未由人工引种栽培。

## 异名
- Heracleum millefolium Diels var. longilobum Norman